# Al-Fashir
Al Fashir hay El Fasher (tiếng Ả Rập: الفاشر) là thủ phủ bang Bắc Darfur của Sudan. Đây là một thành phố lớn ở vùng Darfur, cách Nyala 195 km (121 mi) về phía đông bắc. Là một trạm dừng lữ hành trong lịch sử, Al-Fashir nằm ở độ cao khoảng 700 mét (2.300 ft). Thành phố đóng vai trò là điểm buôn bán các loại ngũ cốc và trái cây được trồng ở khu vực xung quanh. Al-Fashir được kết nối bằng đường bộ với cả Geneina lẫn Umm Keddada. Đô thị này có 264.734 cư dân vào năm 2006.

## Lịch sử
Cuối thế kỷ 18, Sultan 'Abd al-Rahman al-Rashed của Darfur đã chuyển kinh đô (fashir) của mình đến một địa điểm có tên là Rahad Tendelti, về sau lấy tên là Al-Fashir. Một đô thị đã phát triển xung quanh cung điện của quốc vương.

## Kinh tế
Do có các trại tị nạn Abu Shouk và Al Salam gần đó, cùng với hàng loạt viện trợ nhân đạo từ Liên Hợp Quốc do hậu quả của cuộc khủng hoảng Darfur, dân số và kinh tế thành phố đã phát triển đáng kể. Giá thuê và doanh số bán lẻ tăng, bao gồm cả việc bán nước đóng chai và mở tiệm bánh pizza để đáp ứng nhu cầu từ các nhân viên cứu trợ phương Tây. Số lượng trạm xăng đã tăng gấp ba lần trong ba năm do lượng ô tô trong thành phố tăng lên. Nhà phân tích kinh tế Adam Ahmed nói rằng "người dân (của Al-Fashir) đang bắt đầu suy nghĩ theo hướng kinh doanh hơn" để tận dụng tối đa tình hình của họ.

## Giáo dục
Đại học Al Fashir được thành lập vào năm 1990 theo sắc lệnh của tổng thống Omar Hassan Ahmed Bashir.

## Khí hậu
Al-Fashir có khí hậu sa mạc nóng (phân loại Köppen BWh). Gió mùa Sahel đến vào tháng 6 và kéo dài đến tháng 9, tạo ra một mùa mưa ngắn, khiến độ ẩm cao hơn nhiều so với thời gian còn lại của năm.
| Dữ liệu khí hậu của Al-Fashir     | Dữ liệu khí hậu của Al-Fashir | Dữ liệu khí hậu của Al-Fashir | Dữ liệu khí hậu của Al-Fashir | Dữ liệu khí hậu của Al-Fashir | Dữ liệu khí hậu của Al-Fashir | Dữ liệu khí hậu của Al-Fashir | Dữ liệu khí hậu của Al-Fashir | Dữ liệu khí hậu của Al-Fashir | Dữ liệu khí hậu của Al-Fashir | Dữ liệu khí hậu của Al-Fashir | Dữ liệu khí hậu của Al-Fashir | Dữ liệu khí hậu của Al-Fashir | Dữ liệu khí hậu của Al-Fashir |
| Tháng                             | 1                             | 2                             | 3                             | 4                             | 5                             | 6                             | 7                             | 8                             | 9                             | 10                            | 11                            | 12                            | Năm                           |
| --------------------------------- | ----------------------------- | ----------------------------- | ----------------------------- | ----------------------------- | ----------------------------- | ----------------------------- | ----------------------------- | ----------------------------- | ----------------------------- | ----------------------------- | ----------------------------- | ----------------------------- | ----------------------------- |
| Cao kỉ lục °C (°F)                | 37.7 (99.9)                   | 40.1 (104.2)                  | 42.2 (108.0)                  | 43.0 (109.4)                  | 43.2 (109.8)                  | 42.5 (108.5)                  | 41.7 (107.1)                  | 39.7 (103.5)                  | 40.2 (104.4)                  | 39.8 (103.6)                  | 38.0 (100.4)                  | 36.5 (97.7)                   | 43.2 (109.8)                  |
| Trung bình ngày tối đa °C (°F)    | 29.8 (85.6)                   | 31.9 (89.4)                   | 35.6 (96.1)                   | 37.8 (100.0)                  | 38.9 (102.0)                  | 38.4 (101.1)                  | 35.4 (95.7)                   | 33.9 (93.0)                   | 35.7 (96.3)                   | 36.0 (96.8)                   | 32.7 (90.9)                   | 30.0 (86.0)                   | 34.7 (94.5)                   |
| Trung bình ngày °C (°F)           | 19.7 (67.5)                   | 21.7 (71.1)                   | 25.5 (77.9)                   | 28.1 (82.6)                   | 30.1 (86.2)                   | 30.7 (87.3)                   | 28.9 (84.0)                   | 27.9 (82.2)                   | 28.5 (83.3)                   | 27.5 (81.5)                   | 23.0 (73.4)                   | 20.1 (68.2)                   | 26.0 (78.8)                   |
| Tối thiểu trung bình ngày °C (°F) | 9.5 (49.1)                    | 11.4 (52.5)                   | 15.5 (59.9)                   | 18.3 (64.9)                   | 21.3 (70.3)                   | 23.0 (73.4)                   | 22.5 (72.5)                   | 21.8 (71.2)                   | 21.2 (70.2)                   | 18.9 (66.0)                   | 13.6 (56.5)                   | 10.3 (50.5)                   | 17.3 (63.1)                   |
| Thấp kỉ lục °C (°F)               | 0.7 (33.3)                    | 1.4 (34.5)                    | 6.5 (43.7)                    | 8.2 (46.8)                    | 12.8 (55.0)                   | 15.7 (60.3)                   | 15.6 (60.1)                   | 13.5 (56.3)                   | 15.5 (59.9)                   | 7.1 (44.8)                    | 5.6 (42.1)                    | 2.0 (35.6)                    | 0.7 (33.3)                    |
| Lượng mưa trung bình mm (inches)  | 0.0 (0.0)                     | 0.0 (0.0)                     | 0.3 (0.01)                    | 1.9 (0.07)                    | 7.0 (0.28)                    | 14.6 (0.57)                   | 59.1 (2.33)                   | 87.0 (3.43)                   | 35.5 (1.40)                   | 7.1 (0.28)                    | 0.0 (0.0)                     | 0.0 (0.0)                     | 212.5 (8.37)                  |
| Số ngày mưa trung bình (≥ 0.1 mm) | 0.0                           | 0.1                           | 0.1                           | 0.3                           | 1.3                           | 2.4                           | 8.3                           | 9.3                           | 4.5                           | 1.0                           | 0.0                           | 0.0                           | 27.3                          |
| Độ ẩm tương đối trung bình (%)    | 24                            | 21                            | 18                            | 18                            | 22                            | 33                            | 52                            | 61                            | 46                            | 30                            | 27                            | 26                            | 31.5                          |
| Số giờ nắng trung bình tháng      | 313.1                         | 288.4                         | 300.7                         | 297.0                         | 310.0                         | 252.0                         | 235.6                         | 217.0                         | 252.0                         | 297.6                         | 315.0                         | 316.2                         | 3.394,6                       |
| Phần trăm nắng có thể             | 89                            | 88                            | 81                            | 80                            | 73                            | 68                            | 59                            | 62                            | 70                            | 82                            | 91                            | 90                            | 78                            |
| Nguồn 1: NOAA                     |                               |                               |                               |                               |                               |                               |                               |                               |                               |                               |                               |                               |                               |
| Nguồn 2: Climate Charts           |                               |                               |                               |                               |                               |                               |                               |                               |                               |                               |                               |                               |                               |